# Ibafloxacin
Ibafloxacin (INN) là thuốc kháng sinh Fluoroquinolone được sử dụng trong thuốc thú y.